# Ang Lee
Ang Lee (Chaozhou, 23 de outubro de 1954) é um cineasta, produtor e roteirista taiwanês radicado nos Estados Unidos. Ele ganhou o Oscar de Melhor Diretor por duas vezes, primeiro por O Segredo de Brokeback Mountain (2005) e mais recentemente por As Aventuras de Pi (2012), sendo a primeira pessoa de origem asiática a ganhar o Oscar de Melhor Diretor.

## Biografia
O ator, produtor e cineasta Ang Lee estudou na National Taiwan College of Arts e depois, já morando nos Estados Unidos, estudou direção na Universidade de Illinois e produção cinematográfica em Nova Iorque. Durante a faculdade, foi assistente de direção de "Joe's Bed-Stuy Barbershop: We Cut Heads", filme universitário de Spike Lee.
Em 1992 estreou como diretor de longa-metragem com "A Arte de Viver". Em 1993 dirigiu "O Banquete de Casamento", que ganhou o Urso de Ouro no Festival Inernacional de Cinema de Berlim e o prêmio de direção no Festival de Seattle, além de receber uma indicação para o Golden Globe Awards|Globo de Ouro.
Em 1994, Lee lançou "Comer Beber Viver", que recebeu uma indicação para o Oscar de Melhor Filme Estrangeiro. Um ano depois realiza "Razão e Sensibilidade", primeiro filme de elenco internacional, com estrelas como Emma Thompson, Kate Winslet e Hugh Grant. O filme, baseado no romance de Jane Austen, foi indicado ao Oscar de Melhor Filme e Melhor Roteiro Adaptado, além de outros prêmios pelo mundo.
Em 1997, dirige novo filme com elenco internacional, "Tempestade de Gelo". Em 2000, com "O Tigre e o Dragão" ganha dois Globos de Ouro e o diretor é ovacionado no Festival de Cannes.
Após as críticas mornas à sua versão de "Hulk", adaptação dos quadrinhos da Marvel Comics, lançada em 2003, Lee recuperaria o seu prestígio em 2005 com "O Segredo de Brokeback Mountain". O filme, que retrata o romance entre dois peões no preconceituoso e machista meio-oeste americano, levaria o diretor a receber o Oscar e o Globo de Ouro por seu trabalho. Neste último, "Brokeback Mountain" também ganhou o prêmio de Melhor Filme Dramático.
Ang Lee disse recentemente que o cinema chinês vai superar a rentabilidade do de Hollywood em apenas dez anos, sem sequer ter de se preocupar em atingir públicos em outros idiomas.

## Filmografia
- 1992 A Arte de Viver
- 1993 Banquete de Casamento
- 1994 Comer, beber e viver
- 1995 Razão e Sensibilidade
- 1997 The Ice Storm
- 1999 Cavalgada com o Diabo
- 2000 O Tigre e o Dragão
- 2001 Chosen
- 2003 Hulk
- 2005 O Segredo de Brokeback Mountain
- 2007 Lust, Caution
- 2009 Aconteceu em Woodstock
- 2012 As Aventuras de Pi
- 2017  A Longa Caminha de Billy Lynn
- 2019  Projeto Gemini